# Jan Lochbihler
Jan Lochbihler (Niederbipp, 3 de marzo de 1992) es un deportista suizo que compite en tiro, en la modalidad de rifle.
Ganó tres medallas en el Campeonato Mundial de Tiro, en los años 2022 y 2023, y siete medallas en el Campeonato Europeo de Tiro entre los años 2017 y 2025.
En los Juegos Europeos consiguió dos medallas, oro en Minsk 2019 (rifle en posición tendida 50 m mixto) y oro en Cracovia 2023 (rifle 3 posiciones 50 m mixto).

## Palmarés internacional
| Campeonato Mundial | Campeonato Mundial  | Campeonato Mundial | Campeonato Mundial               |
| Año                | Lugar               | Medalla            | Prueba                           |
| ------------------ | ------------------- | ------------------ | -------------------------------- |
| 2022               | El Cairo (Egipto)   | Medalla de oro     | Rifle en pos. tendida 50 m       |
| 2023               | Bakú (Azerbaiyán)   | Medalla de oro     | Rifle en pos. tendida 50 m mixto |
| 2023               | Bakú (Azerbaiyán)   | Medalla de bronce  | Rifle en pos. tendida 50 m       |
| Juegos Europeos    |                     |                    |                                  |
| Año                | Lugar               | Medalla            | Prueba                           |
| 2019               | Minsk (Bielorrusia) | Medalla de oro     | Rifle pos. tendida 50 m mixto    |
| 2023               | Breslavia (Polonia) | Medalla de oro     | Rifle 3 posiciones 50 m mixto    |
| Campeonato Europeo |                     |                    |                                  |
| Año                | Lugar               | Medalla            | Prueba                           |
| 2017               | Bakú (Azerbaiyán)   | Medalla de oro     | Rifle en pos. tendida 300 m      |
| 2019               | Lonato (Italia)     | Medalla de bronce  | Rifle en pos. tendida 300 m      |
| 2021               | Osijek (Croacia)    | Medalla de oro     | Rifle 3 posiciones 300 m         |
| 2022               | Hamar (Noruega)     | Medalla de bronce  | Rifle 10 m mixto                 |
| 2022               | Breslavia (Polonia) | Medalla de oro     | Rifle en pos. tendida 50 m       |
| 2022               | Breslavia (Polonia) | Medalla de bronce  | Rifle en pos. tendida 50 m mixto |
| 2025               | Osijek (Croacia)    | Medalla de oro     | Rifle 10 m mixto                 |